# Альфа-1-антитрипсин
SERPINA1 (англ. Serpin family A member 1) – білок, який кодується однойменним геном, розташованим у людей на короткому плечі 14-ї хромосоми.  Довжина поліпептидного ланцюга білка становить 418 амінокислот, а молекулярна маса — 46 737.
| 10         |  | 20         |  | 30         |  | 40         |  | 50         |
| ---------- |  | ---------- |  | ---------- |  | ---------- |  | ---------- |
| MPSSVSWGIL |  | LLAGLCCLVP |  | VSLAEDPQGD |  | AAQKTDTSHH |  | DQDHPTFNKI |
| TPNLAEFAFS |  | LYRQLAHQSN |  | STNIFFSPVS |  | IATAFAMLSL |  | GTKADTHDEI |
| LEGLNFNLTE |  | IPEAQIHEGF |  | QELLRTLNQP |  | DSQLQLTTGN |  | GLFLSEGLKL |
| VDKFLEDVKK |  | LYHSEAFTVN |  | FGDTEEAKKQ |  | INDYVEKGTQ |  | GKIVDLVKEL |
| DRDTVFALVN |  | YIFFKGKWER |  | PFEVKDTEEE |  | DFHVDQVTTV |  | KVPMMKRLGM |
| FNIQHCKKLS |  | SWVLLMKYLG |  | NATAIFFLPD |  | EGKLQHLENE |  | LTHDIITKFL |
| ENEDRRSASL |  | HLPKLSITGT |  | YDLKSVLGQL |  | GITKVFSNGA |  | DLSGVTEEAP |
| LKLSKAVHKA |  | VLTIDEKGTE |  | AAGAMFLEAI |  | PMSIPPEVKF |  | NKPFVFLMIE |
| QNTKSPLFMG |  | KVVNPTQK   |  |            |  |            |  |            |

A: Аланін

C: Цистеїн

D: Аспарагінова кислота

E: Глутамінова кислота

F: Фенілаланін

G: Гліцин

H: Гістидин

I: Ізолейцин

K: Лізин

L: Лейцин

M: Метіонін

N: Аспарагін

P: Пролін

Q: Глутамін

R: Аргінін

S: Серин

T: Треонін

V: Валін

W: Триптофан

Кодований геном білок за функціями належить до інгібіторів протеаз, інгібіторів серинових протеаз. 
Задіяний у таких біологічних процесах як зсідання крові, гемостаз, гостра фаза запалення. 
Локалізований у позаклітинному матриксі, ендоплазматичному ретикулумі.
Також секретований назовні.